# Aure Atika
Aure Atika, född 12 juli 1970 i Estoril, Portugal, är en fransk skådespelare.

## Filmografi (urval)
- 1992 - Sam suffit
- 1997 - La vérité si je mens
- 1999 - Trafic d'influence
- 2000 - La faute à Voltaire
- 2006 - Agent 117: Uppdrag i Kairo
- 2009 – Mademoiselle Chambon
- 2010 – Copacabana
- 2011 – Jag minns en sommar
- 2012 – En värld utan slut (TV-serie)
- 2016 – The Night Manager (TV-serie)